# 大河ドラマ作品一覧
大河ドラマ作品一覧（たいがドラマさくひんいちらん）では、NHK『大河ドラマ』の作品を列挙する。
リストの長大化を防ぐため、10作ごとに記述する。また主演俳優の氏名は出演当時のもの（中村勘九郎父子は区別のため代数も表記）。

## 1 - 10作
| #  | タイトル       | 放送期間                           | 話数 | 原作者       | 脚本                         | 音楽                                    | 主人公                         | 主演                         | 語り                | 備考 |
| -- | -------------- | ---------------------------------- | ---- | ------------ | ---------------------------- | --------------------------------------- | ------------------------------ | ---------------------------- | ------------------- | --- |
| 1  | 花の生涯       | 1963年 (昭和38年) 4月7日- 12月29日 | 39   | 舟橋聖一     | 北条誠                       | 冨田勲                                  | 井伊直弼                       | 尾上松緑                     | 小沢栄太郎          | 井伊直弼の生涯を描く。尾上松緑と佐田啓二が共演。松緑のテレビドラマ代表作。                                                         |
| 2  | 赤穂浪士       | 1964年 (昭和39年) 1月5日- 12月27日 | 52   | 大佛次郎     | 村上元三                     | 芥川也寸志                              | 大石内蔵助                     | 長谷川一夫                   | 竹内三郎            | 討ち入りの回で、大河ドラマ史上最高の視聴率53.0%を記録。                                                                            |
| 3  | 太閤記         | 1965年 (昭和40年) 1月3日- 12月26日 | 52   | 吉川英治     | 茂木草介                     | 入野義朗                                | 豊臣秀吉                       | 緒形拳                       | 平光淳之助          | 豊臣秀吉の一生を描く。当時まだ無名の若手を多く抜擢。視聴者から織田信長役の高橋幸治の助命嘆願が殺到し、本能寺の変の回が延期された。 |
| 4  | 源義経         | 1966年 (昭和41年) 1月2日- 12月25日 | 52   | 村上元三     | 村上元三                     | 武満徹                                  | 源義経                         | 尾上菊之助                   | 小沢寅三            | 源義経の一生を描く。放送から6年後、菊之助と静御前役の藤純子が結婚した。                                                            |
| 5  | 三姉妹         | 1967年 (昭和42年) 1月1日- 12月24日 | 52   | 大佛次郎     | 鈴木尚之                     | 佐藤勝                                  | 永井家 三姉妹 (むら・るい・雪) | 岡田茉莉子 藤村志保 栗原小巻 | -                   | 初めて女性・架空の人物が主役となった。徳川幕府崩壊後、旗本の三姉妹の視点から見た明治を描く。                                       |
| 6  | 竜馬がゆく     | 1968年 (昭和43年) 1月7日- 12月29日 | 52   | 司馬遼太郎   | 水木洋子                     | 間宮芳生                                | 坂本龍馬                       | 北大路欣也                   | 滝沢修              | 坂本龍馬の生涯を描く。白黒時代の最後の作品。                                                                                       |
| 7  | 天と地と       | 1969年 (昭和44年) 1月5日- 12月28日 | 52   | 海音寺潮五郎 | 中井多喜夫 須藤出穂 杉山義法 | 冨田勲                                  | 上杉謙信                       | 石坂浩二                     | 中村允              | 上杉謙信の一生を、宿命のライバル武田信玄との戦いを軸に描いた。初のカラー作品。                                                     |
| 8  | 樅ノ木は残った | 1970年 (昭和45年) 1月4日- 12月27日 | 52   | 山本周五郎   | 茂木草介                     | 依田光正                                | 原田甲斐                       | 平幹二朗                     | 和田篤              | 伊達騒動を描く。ドラマの舞台地でのロケやオリジナルストーリーの追加など初めての試みが導入された。                                   |
| 9  | 春の坂道       | 1971年 (昭和46年) 1月3日- 12月26日 | 52   | 山岡荘八     | 杉山義法                     | 三善晃 (テーマ音楽) 間宮芳生 (劇中音楽) | 柳生宗矩                       | 中村錦之助                   | 福島俊夫            | 柳生宗矩・十兵衛親子の物語。 |
| 10 | 新・平家物語   | 1972年 (昭和47年) 1月2日- 12月24日 | 52   | 吉川英治     | 平岩弓枝                     | 冨田勲                                  | 平清盛                         | 仲代達矢                     | 渡辺美佐子 福本義典 | 清盛を中心に平家の盛衰を描く。当時では最も高額な費用にて製作された。                                                               |

## 11 - 20作
| #  | タイトル     | 放送期間                            | 話数 | 原作者         | 脚本                       | 音楽       | 主人公            | 主演              | 語り       | 備考 |
| -- | ------------ | ----------------------------------- | ---- | -------------- | -------------------------- | ---------- | ----------------- | ----------------- | ---------- | --- |
| 11 | 国盗り物語   | 1973年 (昭和48年) 1月7日- 12月23日  | 51   | 司馬遼太郎     | 大野靖子                   | 林光       | 斎藤道三 織田信長 | 平幹二朗 高橋英樹 | 中西龍     | 斎藤道三と織田信長の生涯を描く。戦国時代を扱った他の司馬作品から設定を加えている。                                                   |
| 12 | 勝海舟       | 1974年 (昭和49年) 1月6日- 12月29日  | 52   | 子母澤寛       | 倉本聰 中沢昭二            | 冨田勲     | 勝海舟            | 渡哲也 →松方弘樹  | 石野倬     | 勝海舟の生涯を描く。放送序盤で主演の渡が病気で降板し、松方に交代。                                                                   |
| 13 | 元禄太平記   | 1975年 (昭和50年) 1月5日- 12月28日  | 52   | 南條範夫       | 小野田勇 小幡欣治 土橋成男 | 湯浅譲二   | 柳沢吉保          | 石坂浩二          | 福本義典   | 柳沢吉保の視点から忠臣蔵事件を描く。                                                                                                 |
| 14 | 風と雲と虹と | 1976年 (昭和51年) 1月4日- 12月26日  | 52   | 海音寺潮五郎   | 福田善之                   | 山本直純   | 平将門            | 加藤剛            | 加瀬次男   | 承平天慶の乱を描いており、2024年の時点では最も古い時代を題材とする。2021年現在、マスターテープ全話分の現存が判明している最古の作品。 |
| 15 | 花神         | 1977年 (昭和52年) 1月2日- 12月25日  | 52   | 司馬遼太郎     | 大野靖子                   | 林光       | 大村益次郎        | 中村梅之助        | 小高昌文   | 大村益次郎の生涯を描く。幕末期を扱った他の司馬作品から設定を加え、幕末をパノラマ的に描いている。                                     |
| 16 | 黄金の日日   | 1978年 (昭和53年) 1月8日- 12月24日  | 51   | 城山三郎       | 市川森一 長坂秀佳          | 池辺晋一郎 | 呂宋助左衛門      | 市川染五郎        | 梶原四郎   | 桃山時代の商人・呂宋助左衛門を中心に堺の商人たちを描いた作品。初の日本国外ロケ（フィリピン）を行う。                                 |
| 17 | 草燃える     | 1979年 (昭和54年) 1月7日- 12月23日  | 51   | 永井路子       | 中島丈博                   | 湯浅譲二   | 源頼朝 北条政子   | 石坂浩二 岩下志麻 | 森本毅郎   | 源頼朝と北条政子の生涯を軸に源平合戦から承久の乱までを描く。                                                                         |
| 18 | 獅子の時代   | 1980年(昭和55年) 1月6日- 12月21日   | 51   | オリジナル作品 | 山田太一                   | 宇崎竜童   | 平沼銑次 苅谷嘉顕 | 菅原文太 加藤剛   | 和田篤     | 架空の会津藩士（菅原）と薩摩藩士（加藤）を軸に、幕末から明治を描いた。                                                               |
| 19 | おんな太閤記 | 1981年 (昭和56年) 1月11日- 12月20日 | 50   | オリジナル作品 | 橋田壽賀子（作）           | 坂田晃一   | ねね              | 佐久間良子        | 山田誠浩   | 豊臣秀吉の正室・ねねの視点から描く戦国作品。秀吉がねねを呼ぶ際の台詞「おかか」が流行語になった。                                     |
| 20 | 峠の群像     | 1982年 (昭和57年) 1月10日- 12月19日 | 50   | 堺屋太一       | 冨川元文                   | 池辺晋一郎 | 大石内蔵助        | 緒形拳            | 加賀美幸子 | 放送された当時と江戸元禄期の情勢変化が類似しており、ともに「峠」の時代だとする原作者の観点を軸に、忠臣蔵事件を現代的に描いた。       |

## 21 - 30作
| #  | タイトル             | 放送期間                                      | 話数 | 原作者         | 脚本              | 音楽       | 主人公              | 主演                | 語り                                  | 備考 |
| -- | -------------------- | --------------------------------------------- | ---- | -------------- | ----------------- | ---------- | ------------------- | ------------------- | ------------------------------------- | --- |
| 21 | 徳川家康             | 1983年 (昭和58年) 1月9日- 12月18日            | 50   | 山岡荘八       | 小山内美江子      | 冨田勲     | 徳川家康            | 滝田栄              | 館野直光                              | 徳川家康の生涯を平和希求者として描き、それまでの家康像とは異なる作品となった。 |
| 22 | 山河燃ゆ             | 1984年 (昭和59年) 1月8日- 12月23日            | 51   | 山崎豊子       | 市川森一 香取俊介 | 林光       | 天羽賢治 天羽忠     | 松本幸四郎 西田敏行 | -                                     | 二・二六事件を起点に太平洋戦争、日系人の強制収容、日系人部隊、東京裁判を通じて、日本とアメリカの狭間での偏見と差別に苦しんだ日系アメリカ人2世の人生の悲劇を描く。                        |
| 23 | 春の波涛             | 1985年 (昭和60年) 1月6日- 12月15日            | 50   | 杉本苑子       | 中島丈博          | 佐藤勝     | 川上貞奴            | 松坂慶子            | 柳井恒夫                              | 日本初の女優で「マダム貞奴」とも呼ばれた川上貞奴の生涯と、夫の川上音二郎をはじめとする明治の文化人、自由民権運動を描く。                                                                 |
| 24 | いのち               | 1986年 (昭和61年) 1月5日- 12月14日            | 50   | オリジナル作品 | 橋田壽賀子（作）  | 坂田晃一   | 岩田未希            | 三田佳子            | 奈良岡朋子                            | 第二次世界大戦後を生きた女医の半生を描く。歴史上の人物が全く登場しない唯一の作品。オイルショック(1970年代)以降が取り上げられている事から、2024年時点で本作が最も新しい時代を扱った作品。 |
| 25 | 独眼竜政宗           | 1987年 (昭和62年) 1月4日- 12月13日            | 50   | 山岡荘八       | ジェームス三木    | 池辺晋一郎 | 伊達政宗            | 渡辺謙              | 葛西聖司                              | 伊達政宗の生涯を描く。2024年時点で大河ドラマ史上最高の平均視聴率を記録した。「梵天丸もかくありたい」が流行語になった。                                                                   |
| 26 | 武田信玄             | 1988年 (昭和63年) 1月10日- 12月18日           | 50   | 新田次郎       | 田向正健          | 山本直純   | 武田信玄            | 中井貴一            | 若尾文子                              | 武田信玄の生涯を、父子の愛憎という観点から描いた作品。「今宵はここまでに致しとうござりまする。」が流行語になった。                                                                       |
| 27 | 春日局               | 1989年 (昭和64年) 1月1日- (平成元年) 12月17日 | 50   | オリジナル作品 | 橋田壽賀子（作）  | 坂田晃一   | 春日局              | 大原麗子            | 奈良岡朋子                            | 春日局が徳川家光の乳母として、武家社会で成功する過程を描いた作品。「お局様」が同年の流行語となった。                                                                                     |
| 28 | 翔ぶが如く           | 1990年 (平成2年) 1月7日- 12月9日              | 48   | 司馬遼太郎     | 小山内美江子      | 一柳慧     | 西郷隆盛 大久保利通 | 西田敏行 鹿賀丈史   | 草野大悟（第一部） 田中裕子（第二部） | 西郷・大久保を中心に原作に無い幕末部分も、他の司馬作品を合わせ創作して描いた維新作品。大河ドラマ初の二部構成作品。                                                                       |
| 29 | 太平記               | 1991年 (平成3年) 1月6日- 12月15日             | 49   | 吉川英治       | 池端俊策 仲倉重郎 | 三枝成彰   | 足利尊氏            | 真田広之            | 山根基世                              | 足利尊氏を中心に、初めて本格的に鎌倉幕府の滅亡や南北朝動乱を映像化した作品。尊氏誕生前の足利家苦難の時代から弟・直義や子・直冬との骨肉の争いまでを描いた。                               |
| 30 | 信長 KING OF ZIPANGU | 1992年 (平成4年) 1月5日- 12月13日             | 49   | オリジナル作品 | 田向正健（作）    | 毛利蔵人   | 織田信長            | 緒形直人            | ランシュー・クリストフ                | 宣教師のルイス・フロイスの目から見た信長の生涯を描いている。主演の緒形は大河史上初の親子2代（父・緒形拳）による主演。                                                                    |

## 31 - 40作
| #  | タイトル     | 放送期間                                          | 話数 | 原作者         | 脚本                 | 音楽                      | 主人公                     | 主演                         | 語り                       | 備考 |
| -- | ------------ | ------------------------------------------------- | ---- | -------------- | -------------------- | ------------------------- | -------------------------- | ---------------------------- | -------------------------- | --- |
| 31 | 琉球の風     | 1993年 (平成5年) 1月10日- 6月13日                 | 23   | 陳舜臣         | 山田信夫             | 長生淳 谷村新司（主題歌） | 楊啓泰                     | 東山紀之                     | 北林谷栄                   | 琉球王国が江戸初期に薩摩藩に侵攻された時代に生きた人々を描いた作品。放送期間が半年となった唯一の作品であり、2022年現在で架空人物を主人公にした最後の作品。 |
| 32 | 炎立つ       | 1993年 (平成5年) 7月4日- 1994年 (平成6年) 3月13日 | 35   | 高橋克彦       | 中島丈博             | 菅野由弘                  | 藤原経清 藤原清衡 藤原泰衡 | 渡辺謙 村上弘明              | 寺田農                     | 安倍氏・奥州藤原氏の視点から東北の100年の歴史を描いたドラマ。三部構成で主演は渡辺（経清）→村上（清衡）→渡辺（泰衡）のリレー。異例の9ヶ月間の作品。         |
| 33 | 花の乱       | 1994年 (平成6年) 4月3日- 12月11日                 | 37   | オリジナル作品 | 市川森一（作）       | 三枝成彰                  | 日野富子                   | 三田佳子                     | 三田佳子                   | 足利義政の正室・日野富子を中心に、応仁の乱とその前後の時期を描く。狭義の室町時代を舞台にした唯一の作品。戦国時代の端緒となった明応の政変も描かれている。   |
| 34 | 八代将軍吉宗 | 1995年 (平成7年) 1月8日- 12月10日                 | 48   | オリジナル作品 | ジェームス三木（作） | 池辺晋一郎                | 徳川吉宗                   | 西田敏行                     | 江守徹                     | 吉宗の実像を描いたコメディ色の強い作品。近松門左衛門を解説役にしている。                                                                                   |
| 35 | 秀吉         | 1996年 (平成8年) 1月7日- 12月22日                 | 49   | 堺屋太一       | 竹山洋               | 小六禮次郎                | 豊臣秀吉                   | 竹中直人                     | 宮本隆治 市原悦子 沢口靖子 | 豊臣秀吉を現代的な視点から描き、弟・豊臣秀長にも光を当てた作品。1990年代の大河では唯一平均視聴率が30%を突破した。                                          |
| 36 | 毛利元就     | 1997年 (平成9年) 1月5日- 12月14日                 | 50   | 永井路子       | 内舘牧子             | 渡辺俊幸                  | 毛利元就                   | 中村橋之助                   | 平野啓子                   | 毛利元就の生涯を周囲の女性の視点を交えながら描いた。 |
| 37 | 徳川慶喜     | 1998年 (平成10年) 1月4日- 12月13日                | 49   | 司馬遼太郎     | 田向正健             | 湯浅譲二                  | 徳川慶喜                   | 本木雅弘                     | 大原麗子                   | 徳川慶喜の半生を、幕末の動乱から戊辰戦争での江戸無血開城までを描いた作品。                                                                                 |
| 38 | 元禄繚乱     | 1999年 (平成11年) 1月10日- 12月12日               | 49   | 舟橋聖一       | 中島丈博             | 池辺晋一郎                | 大石内蔵助                 | 5代目中村勘九郎              | 国井雅比古                 | 忠臣蔵事件の仇討ちを幕府への抗議という新解釈のもとに描いた作品。吉良上野介が悪役として描かれていないのも特徴の一つ。                                       |
| 39 | 葵 徳川三代  | 2000年 (平成12年) 1月9日- 12月17日                | 49   | オリジナル作品 | ジェームス三木（作） | 岩代太郎                  | 徳川家康 徳川秀忠 徳川家光 | 津川雅彦 西田敏行 尾上辰之助 | 中村梅雀                   | 関ヶ原合戦から家光の治世までを濃密に描いたドラマ。徳川光圀が解説役。年表的な歴史の流れが重視された。初のハイビジョン作品。                                 |
| 40 | 北条時宗     | 2001年 (平成13年) 1月7日- 12月9日                 | 49   | 高橋克彦       | 井上由美子           | 栗山和樹                  | 北条時宗                   | 和泉元彌                     | 十朱幸代                   | 鎌倉時代のみを舞台とする唯一の作品で、北条時宗の生涯を描く。モンゴル帝国の情勢も詳しく描かれた。CGを多用し、副音声解説が初めてつけられた作品。             |

## 41 - 50作
| #  | タイトル                      | 放送期間                            | 話数 | 原作者         | 脚本           | 音楽                  | 主人公        | 主演                | 語り       | 備考 |
| -- | ----------------------------- | ----------------------------------- | ---- | -------------- | -------------- | --------------------- | ------------- | ------------------- | ---------- | --- |
| 41 | 利家とまつ 〜加賀百万石物語〜 | 2002年 (平成14年) 1月6日- 12月15日  | 49   | 竹山洋         | 竹山洋         | 渡辺俊幸              | 前田利家 まつ | 唐沢寿明 松嶋菜々子 | 阿部渉     | 前田利家とその妻まつの出世物語。当時、民放のトレンディドラマで活躍していた若手俳優が多く起用された。                                                                                          |
| 42 | 武蔵 MUSASHI                  | 2003年 (平成15年) 1月5日- 12月7日   | 49   | 吉川英治       | 鎌田敏夫       | エンニオ・ モリコーネ | 宮本武蔵      | 市川新之助          | 橋爪功     | 宮本武蔵の生涯を、原作にない巌流島の決闘以後も創作して描いた作品。NHKテレビ放送開始50周年、大河ドラマ40周年記念作品。                                                                         |
| 43 | 新選組!                       | 2004年 (平成16年) 1月11日- 12月12日 | 49   | オリジナル作品 | 三谷幸喜（作） | 服部隆之              | 近藤勇        | 香取慎吾            | -          | 新選組の戦いと、近藤勇・土方歳三・沖田総司らの友情と絆を描いた作品。終了後に異例の続編『新選組!! 土方歳三 最期の一日』が放送された。                                                          |
| 44 | 義経                          | 2005年 (平成17年) 1月9日- 12月11日  | 49   | 宮尾登美子     | 金子成人       | 岩代太郎              | 源義経        | 滝沢秀明            | 白石加代子 | 源義経とその家来、兄弟や親子の生きざまをテーマに描いた作品。兄弟・源氏・平家・朝廷と、それぞれの葛藤を描いている。                                                                            |
| 45 | 功名が辻                      | 2006年 (平成18年) 1月8日- 12月10日  | 49   | 司馬遼太郎     | 大石静         | 小六禮次郎            | 千代 山内一豊 | 仲間由紀恵 上川隆也 | 三宅民夫   | 山内一豊とその妻・千代の出世物語。ストーリーは同時代を扱った他の司馬作品の設定を取り入れた。                                                                                                  |
| 46 | 風林火山                      | 2007年 (平成19年) 1月7日- 12月16日  | 50   | 井上靖         | 大森寿美男     | 千住明                | 山本勘助      | 内野聖陽            | 加賀美幸子 | 初の井上原作作品で、武田信玄の軍師・山本勘助の生涯を描く。現代的な要素を多く取り入れがちだった近年の作品と異なり、戦国時代の価値観に極力近づけた。放送途中で1話追加することを決めた稀な作品。 |
| 47 | 篤姫                          | 2008年 (平成20年) 1月6日- 12月14日  | 50   | 宮尾登美子     | 田渕久美子     | 吉俣良                | 篤姫          | 宮﨑あおい          | 奈良岡朋子 | 徳川13代将軍家定の正室天璋院篤姫の生涯を描く。宮崎は史上最年少での主役（本放映当時）。2008年の時点では幕末を舞台とした大河ドラマ中で最高の視聴率を記録している。                              |
| 48 | 天地人                        | 2009年 (平成21年) 1月4日- 11月22日  | 47   | 火坂雅志       | 小松江里子     | 大島ミチル            | 直江兼続      | 妻夫木聡            | 宮本信子   | 上杉景勝の家老・直江兼続の生涯を描く。女性作曲家が劇伴を担当したのは今作が初めて。また、関ヶ原の戦いで敗者となった武将が主人公となったのも初の作品。                                          |
| 49 | 龍馬伝                        | 2010年 (平成22年) 1月3日- 11月28日  | 48   | オリジナル作品 | 福田靖（作）   | 佐藤直紀              | 坂本龍馬      | 福山雅治            | 香川照之   | 龍馬33年の生涯を、経済人・岩崎弥太郎の視点で描く。龍馬が主人公になるのは42年ぶり2回目。 |
| 50 | 江 〜姫たちの戦国〜           | 2011年 (平成23年) 1月9日- 11月27日  | 46   | 田渕久美子     | 田渕久美子     | 吉俣良                | 江            | 上野樹里            | 鈴木保奈美 | 戦国乱世の時代に翻弄された女性・江の波乱の生涯を描く。 |

## 51 - 60作
| #  | タイトル                        | 放送期間                                          | 話数 | 原作者         | 脚本                                    | 音楽                                        | 主人公            | 主演                       | 語り                  | 備考 |
| -- | ------------------------------- | ------------------------------------------------- | ---- | -------------- | --------------------------------------- | ------------------------------------------- | ----------------- | -------------------------- | --------------------- | --- |
| 51 | 平清盛                          | 2012年 (平成24年) 1月8日- 12月23日                | 50   | オリジナル作品 | 藤本有紀（作）                          | 吉松隆                                      | 平清盛            | 松山ケンイチ               | 岡田将生              | 平清盛が主人公の作品は40年ぶり2回目。清盛を、新しい時代を切り開いた挑戦者として描く。 |
| 52 | 八重の桜                        | 2013年 (平成25年) 1月6日- 12月15日                | 50   | オリジナル作品 | 山本むつみ 吉澤智子 三浦有為子          | 坂本龍一(テーマ音楽) 中島ノブユキ(劇中音楽) | 新島八重          | 綾瀬はるか                 | 草笛光子              | 東日本大震災関連プロジェクトの一環として製作。新島襄の妻・八重の生涯を描く。 |
| 53 | 軍師官兵衛                      | 2014年 (平成26年) 1月5日- 12月21日                | 50   | オリジナル作品 | 前川洋一                                | 菅野祐悟                                    | 黒田官兵衛        | 岡田准一                   | 藤村志保 →広瀬修子    | 豊臣秀吉に仕えた軍師・黒田官兵衛の生涯を描く。語りの藤村は負傷により途中交代。 |
| 54 | 花燃ゆ                          | 2015年 (平成27年) 1月4日- 12月13日                | 50   | オリジナル作品 | 大島里美 宮村優子 金子ありさ 小松江里子 | 川井憲次                                    | 杉文              | 井上真央                   | 池田秀一              | 吉田松陰の妹・文の生涯を描く。4人の脚本家が各話を書き分ける、異例の執筆体制となった。 |
| 55 | 真田丸                          | 2016年 (平成28年) 1月10日- 12月18日               | 50   | オリジナル作品 | 三谷幸喜                                | 服部隆之                                    | 真田信繁          | 堺雅人                     | 有働由美子            | 「日本一の兵」とうたわれた真田信繁（幸村）の生涯を描く。 |
| 56 | おんな城主 直虎                 | 2017年 (平成29年) 1月8日- 12月17日                | 50   | オリジナル作品 | 森下佳子                                | 菅野よう子                                  | 井伊直虎          | 柴咲コウ                   | 中村梅雀              | 後に徳川四天王になる井伊直政を育てた養母・井伊直虎の生涯を描く。 |
| 57 | 西郷どん                        | 2018年 (平成30年) 1月7日- 12月16日                | 47   | 林真理子       | 中園ミホ                                | 富貴晴美                                    | 西郷隆盛          | 鈴木亮平                   | 西田敏行              | 明治維新150年を記念して制作。維新の立役者・西郷を「愛に溢れたリーダー」として描く。 2024年現在、既存の歴史小説を原作とする最後の作品。                                                         |
| 58 | いだてん 〜東京オリムピック噺〜 | 2019年 (平成31年) 1月6日- (令和元年) 12月15日     | 47   | オリジナル作品 | 宮藤官九郎                              | 大友良英                                    | 金栗四三 田畑政治 | 6代目中村勘九郎 阿部サダヲ | ビートたけし 森山未來 | 2020年東京五輪を記念し、日本が初めて五輪に参加した1912年ストックホルム大会から1964年東京大会までの約50年間を描く群像劇。大河ドラマ初の4K映像作品。                                             |
| 59 | 麒麟がくる                      | 2020年 (令和2年) 1月19日- 2021年 (令和3年) 2月7日 | 44   | オリジナル作品 | 池端俊策 前川洋一 岩本真耶 河本瑞貴     | ジョン・グラム                              | 明智光秀          | 長谷川博己                 | 市川海老蔵            | 本能寺の変を引き起こした明智光秀の生涯を描く。出演予定者の不祥事や東京五輪の影響による放送回数の減少や新型コロナウイルスによる撮影・放送中断に見舞われ、『炎立つ』以来となる越年作品となった。 |
| 60 | 青天を衝け                      | 2021年 (令和3年) 2月14日- 12月26日                | 41   | オリジナル作品 | 大森美香                                | 佐藤直紀                                    | 渋沢栄一          | 吉沢亮                     | 守本奈実              | 日本資本主義の父・渋沢栄一の生涯を描く。ナビゲーターは北大路欣也が演じる徳川家康。 |

## 61 - 70作
| #  | タイトル                    | 放送期間                          | 話数 | 原作者         | 脚本       | 音楽           | 主人公     | 主演       | 語り       | 備考                                                                                           |
| -- | --------------------------- | --------------------------------- | ---- | -------------- | ---------- | -------------- | ---------- | ---------- | ---------- | ---------------------------------------------------------------------------------------------- |
| 61 | 鎌倉殿の13人                | 2022年 (令和4年) 1月9日- 12月18日 | 48   | オリジナル作品 | 三谷幸喜   | エバン・コール | 北条義時   | 小栗旬     | 長澤まさみ | 源頼朝に仕えた北条義時を中心とする13人の家臣を描く群像劇。                                     |
| 62 | どうする家康                | 2023年 (令和5年) 1月8日- 12月17日 | 48   | オリジナル作品 | 古沢良太   | 稲本響         | 徳川家康   | 松本潤     | 寺島しのぶ | 徳川家康が単独で主人公となるのは40年ぶり2度目。                                                |
| 63 | 光る君へ                    | 2024年 (令和6年) 1月7日- 12月15日 | 48   | オリジナル作品 | 大石静     | 冬野ユミ       | 紫式部     | 吉高由里子 | 伊東敏恵   | 藤原氏の権力闘争を源氏物語の作者・紫式部の視点から描く。初めて主要スタッフを全員女性が務めた。 |
| 64 | べらぼう ～蔦重栄華乃夢噺～ | 2025年 (令和7年) 1月5日-          | 未定 | オリジナル作品 | 森下佳子   | ジョン・グラム | 蔦屋重三郎 | 横浜流星   | 綾瀬はるか | 「江戸のメディア王」と呼ばれた蔦屋重三郎の生涯を描く。                                         |
| 65 | 豊臣兄弟!                   | 2026年 (令和8年) 1月（予定）-     | 未定 | オリジナル作品 | 八津弘幸   |                | 豊臣秀長   | 仲野太賀   |            |                                                                                                |
| 66 | 逆賊の幕臣                  | 2027年 (令和7年) 1月（予定）-     | 未定 | オリジナル作品 | 安達奈緒子 |                | 小栗忠順   | 松坂桃李   |            |                                                                                                |